# Vaccinium ardisioides
Vaccinium ardisioides là một loài thực vật có hoa trong họ Thạch nam. Loài này được Hook. f. ex C.B. Clarke miêu tả khoa học đầu tiên năm 1882.